# Dmitrij Smirnow (ur. 1980)
Dmitrij Aleksandrowicz Smirnow, ros. Дмитрий Александрович Смирнов (ur. 13 sierpnia 1980 w Moskwie, Rosyjska FSRR) – rosyjski piłkarz, grający na pozycji pomocnika, a wcześniej napastnika.

## Kariera piłkarska

### Kariera klubowa
Wychowanek klubu Torpedo Moskwa. W 1999 rozpoczął karierę piłkarską w drużynie Torpedo-ZiL Moskwa. Potem krótko występował w klubach Spartak Moskwa, Czernomoriec Noworosyjsk i Ałanija Władykaukaz. Na początku 2005 został piłkarzem klubu Łucz-Eniergija Władywostok, w którym pobił rekord klubu strzelając 19 bramek w sezonie rosyjskiej pierwszej dywizji. W 2009 podpisał 3-letni kontrakt z Terekiem Grozny, a po pół roku został wypożyczony najpierw do Tomu Tomsk, a potem do Łucz-Eniergii Władywostok. Przed rozpoczęciem sezonu 2011/12 przeszedł do Mordowii Sarańsk, ale przez doznaną kontuzję nie potrafił przebić się do podstawowego składu. 19 sierpnia 2011 przeniósł się do ukraińskiego pierwszoligowego zespołu Wołyń Łuck, w którym grał do końca 2011 roku.

### Kariera reprezentacyjna
W latach 1998–1999 bronił barw olimpijskiej reprezentacji Rosji.

## Sukcesy i odznaczenia

### Sukcesy klubowe
- mistrz Rosyjskiej Pierwszej Dywizji: 2005
- wicemistrz Rosyjskiej Pierwszej Dywizji: 2000
- zdobywca Pucharu Rosji: 2003
- finalista Pucharu Priemjer-Ligi: 2003

### Sukcesy indywidualne
- rekordzista klubu w ilości strzelonych bramek w sezonie: 19 goli w 2005